# Koterka
Koterka – kolonia w Polsce położona w województwie podlaskim, w powiecie siemiatyckim, w gminie Mielnik.

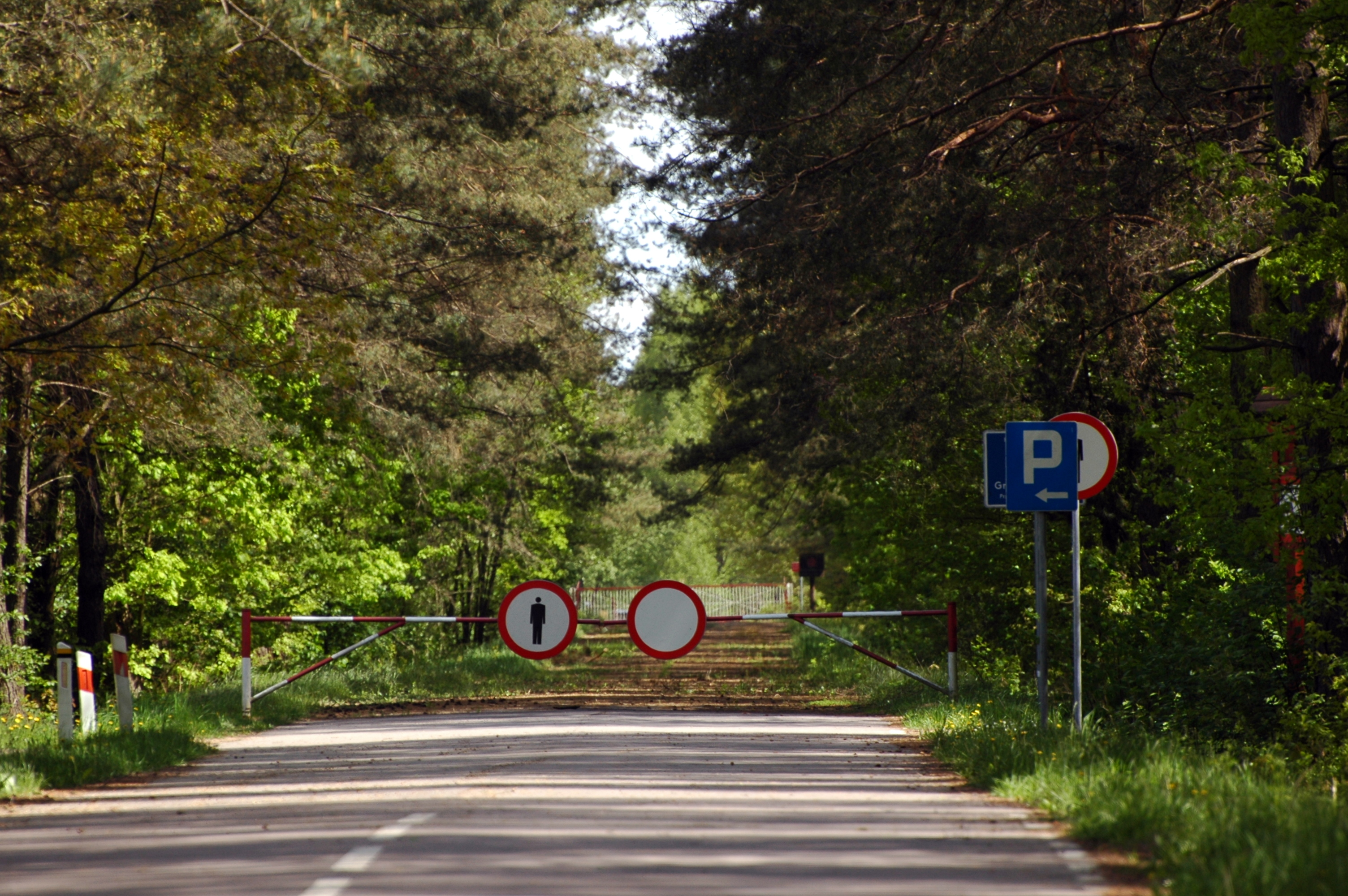
Granica polsko-białoruska

Miejscowość leży w odległości 2,5 km od granicy z Białorusią i jest punktem końcowym drogi wojewódzkiej nr 640 prowadzącej z Siemiatycz.
W latach 1975–1998 miejscowość położona była w województwie białostockim.
Prawosławni mieszkańcy wsi należą do parafii Ikony Matki Bożej „Wszystkich Strapionych Radość” w Tokarach, a wierni kościoła rzymskokatolickiego do parafii Podwyższenia Krzyża Świętego w Tokarach.
W lesie w pobliżu Koterki znajduje się prawosławna drewniana cerkiew parafialna (wzniesiona w latach 1909–1912) oraz otoczone kultem źródełko.